# Revolta de Brunei
É conhecido como Revolta de Brunei uma rebelião do povo de Brunei contra os colonos britânicos realizada em 8 de dezembro de 1962. Foi liderada por Azahari, chefe do partido Rayaart ou Rakyat (Partido Popular), que alegou ter o apoio do Sultão Omar Ali Saifuddien III, uma reivindicação aparentemente falsa. Durante a revolução, Azahari fugiu para as Filipinas, um país instigador da mesma; a razão é que as Filipinas reivindicavam a parte norte de Bornéu, território histórico do Império Espanhol, e foi, portanto, contrária que essa região fosse integrada à Malásia.
A revolta eclodiu depois que o sultão Omar concordou em fundir Brunei com a Federação da Malásia, que então também controlava Singapura. O Rayaart, que possuía 16 de 33 deputados no legislativo, não concordava, pois sua intenção era criar um novo estado com as províncias malaias de Sabah e Sarawak, separado da Península Malaia. A revolta que se seguiu, motivada por este partido e de natureza popular, obteve o apoio de governos anticolonialistas de Singapura e da Indonésia.
Os rebeldes iniciaram ataques coordenados na cidade petrolífera de Seria (visando as instalações petrolíferas da Royal Dutch Shell) e em delegacias de polícia e instalações do governo em torno do protetorado.
Com a ajuda das tropas britânicas a revolta foi frustrada, seus líderes condenados e o Rayaart dissolvido, no entanto o Sultão Omar decidiu não integrar Brunei a Malásia. Este havia sido um dos principais objetivos prosseguidos pelos rebeldes, juntamente com a participação popular na administração e o fim do poder autocrático. A decisão não foi uma consequência direta da revolta, mas tinha a ver com as condições do tratado, que forneceu menos poder para o sultão e a partilha dos recursos petrolíferos no país.
Finalmente, a revolta foi uma das causas de um futuro confronto entre a Indonésia e a Malásia, pois havendo feito pensar que o governo indonésio, liderado por Achmed Sukarno, que a criação da Federação da Malásia era impopular, abrigou a intenção de unir toda a ilha de Bornéu para seu país..